# Bahnstrecke Probstzella–Neuhaus am Rennweg
| |                            |                                                  |                                                  |
| Streckennummer (DB): | 6688                       |                                                  |                                                  |
| Kursbuchstrecke (DB): | 564                        |                                                  |                                                  |
| Kursbuchstrecke: | 164k (1934)                |                                                  |                                                  |
| Streckenlänge: | 26,350 km                  |                                                  |                                                  |
| Spurweite: | 1435 mm (Normalspur)       |                                                  |                                                  |
| Streckenklasse: | Ernstthal–Neuhaus: CM4     |                                                  |                                                  |
| Maximale Neigung: | Ernstthal–Neuhaus: 24,5 ‰  |                                                  |                                                  |
| Streckengeschwindigkeit: | Ernstthal–Neuhaus: 60 km/h |                                                  |                                                  |
| |                            |                                                  |                                                  |
| \| \| \| von Probstzella Streckenwechsel \| \| \| \| 0,000 \| Probstzella \| 365 m \| \| \| \| nach Leipzig-Leutzsch \| \| \| \| \| Infrastrukturgrenze DB InfraGO / DRE \| \| \| \| \| Loquitz \| \| \| \| \| Probstzella Hp (1961–1993) \| \| \| \| \| \| \| \| \| 2,490 \| Zopten \| 367 m \| \| \| 5,500 \| Gräfenthal \| 403 m \| \| \| \| Viadukt in Gräfenthal (81 m) \| \| \| \| \| Viadukt bei Sommersdorf (80 m) \| \| \| \| 9,200 \| Gebersdorf \| 509 m \| \| \| 10,900 \| Froschbergtunnel (125 m) \| Froschbergtunnel (125 m) \| \| \| \| Viadukt Lippelsdorf (62 m) \| \| \| \| 11,440 \| Lippelsdorf \| 567 m \| \| \| 14,640 \| Schmiedefeld (b Probstzella) \| 661 m \| \| \| \| Anschluss Erzgrube/ISOKO Schmiedefeld \| \| \| \| 16,250 \| Lichte (Thür) Ost \| 618 m \| \| \| \| Piesau-Viadukt Lichte (258 m)[1] \| \| \| \| 18,240 \| Lichte (Thür) \| 623 m \| \| \| 20,060 \| Finstergrundtunnel (220 m, 1933–1935 abgetragen) \| Finstergrundtunnel (220 m, 1933–1935 abgetragen) \| \| \| \| Finstergrund-Viadukt (197 m) \| \| \| \| 22,735 \| Infrastrukturgrenze DRE / ThE \| Infrastrukturgrenze DRE / ThE \| \| \| 23,318 \| Ernstthal am Rennsteig \| 769 m \| \| \| \| von Coburg \| \| \| \| 25,364 \| Neuhaus-Igelshieb \| 821 m \| \| \| 26,350 \| Neuhaus am Rennweg \| 830 m \| \| \| \| \| \| \| Quellen: [2][3][4][5] \| \| \| \| |                            |                                                  |                                                  |
| Strecke |                            | von Probstzella Streckenwechsel                  | von Probstzella Streckenwechsel                  |
| Bahnhof | 0,000                      | Probstzella                                      | 365 m                                            |
| Abzweig quer und ehemals von rechts · Abzweig ehemals geradeaus und nach rechts |                            | nach Leipzig-Leutzsch                            | nach Leipzig-Leutzsch                            |
| Strecke (außer Betrieb) · Wechsel des Eisenbahninfrastrukturunternehmens (Strecke außer Betrieb) |                            | Infrastrukturgrenze DB InfraGO / DRE             | Infrastrukturgrenze DB InfraGO / DRE             |
| Brücke über Wasserlauf (Strecke außer Betrieb) · Brücke über Wasserlauf (Strecke außer Betrieb) |                            | Loquitz                                          | Loquitz                                          |
| Haltepunkt / Haltestelle (Strecke außer Betrieb) · Strecke (außer Betrieb) |                            | Probstzella Hp (1961–1993)                       | Probstzella Hp (1961–1993)                       |
| Verschwenkung nach links (Strecke außer Betrieb) · Verschwenkung nach rechts (Strecke außer Betrieb) |                            |                                                  |                                                  |
| Haltepunkt / Haltestelle (Strecke außer Betrieb) | 2,490                      | Zopten                                           | 367 m                                            |
| Bahnhof (Strecke außer Betrieb) | 5,500                      | Gräfenthal                                       | 403 m                                            |
| Brücke (Strecke außer Betrieb) |                            | Viadukt in Gräfenthal (81 m)                     | Viadukt in Gräfenthal (81 m)                     |
| Brücke (Strecke außer Betrieb) |                            | Viadukt bei Sommersdorf (80 m)                   | Viadukt bei Sommersdorf (80 m)                   |
| Haltepunkt / Haltestelle (Strecke außer Betrieb) | 9,200                      | Gebersdorf                                       | 509 m                                            |
| Tunnel (Strecke außer Betrieb) | 10,900                     | Froschbergtunnel (125 m)                         | Froschbergtunnel (125 m)                         |
| Brücke (Strecke außer Betrieb) |                            | Viadukt Lippelsdorf (62 m)                       | Viadukt Lippelsdorf (62 m)                       |
| Bahnhof (Strecke außer Betrieb) | 11,440                     | Lippelsdorf                                      | 567 m                                            |
| Bahnhof (Strecke außer Betrieb) | 14,640                     | Schmiedefeld (b Probstzella)                     | 661 m                                            |
| Abzweig geradeaus und nach rechts (Strecke außer Betrieb) |                            | Anschluss Erzgrube/ISOKO Schmiedefeld            | Anschluss Erzgrube/ISOKO Schmiedefeld            |
| Bahnhof (Strecke außer Betrieb) | 16,250                     | Lichte (Thür) Ost                                | 618 m                                            |
| Brücke (Strecke außer Betrieb) |                            | Piesau-Viadukt Lichte (258 m)                    | Piesau-Viadukt Lichte (258 m)                    |
| Haltepunkt / Haltestelle (Strecke außer Betrieb) | 18,240                     | Lichte (Thür)                                    | 623 m                                            |
| Tunnel (Strecke außer Betrieb) | 20,060                     | Finstergrundtunnel (220 m, 1933–1935 abgetragen) | Finstergrundtunnel (220 m, 1933–1935 abgetragen) |
| Brücke (Strecke außer Betrieb) |                            | Finstergrund-Viadukt (197 m)                     | Finstergrund-Viadukt (197 m)                     |
| Wechsel des Eisenbahninfrastrukturunternehmens (Strecke außer Betrieb) | 22,735                     | Infrastrukturgrenze DRE / ThE                    | Infrastrukturgrenze DRE / ThE                    |
| Kopfbahnhof Strecke bis hier außer Betrieb | 23,318                     | Ernstthal am Rennsteig                           | 769 m                                            |
| Abzweig geradeaus und nach links |                            | von Coburg                                       | von Coburg                                       |
| Haltepunkt / Haltestelle | 25,364                     | Neuhaus-Igelshieb                                | 821 m                                            |
| Kopfbahnhof Streckenende | 26,350                     | Neuhaus am Rennweg                               | 830 m                                            |
| |                            |                                                  |                                                  |
| Quellen: |                            |                                                  |                                                  |

Die Bahnstrecke Probstzella–Neuhaus am Rennweg ist eine eingleisige Nebenbahn in Thüringen. Die ursprünglich rund 26 Kilometer lange Strecke zweigte in Probstzella von der Bahnstrecke Leipzig–Probstzella ab und führte durch das Thüringer Schiefergebirge nach Neuhaus am Rennweg. Heute ist noch der Abschnitt von Ernstthal am Rennsteig bis Neuhaus am Rennweg in Betrieb, der durch die Thüringer Eisenbahn (ThE) betrieben wird.
Der stillgelegte Teilabschnitt von Schmiedefeld nach Probstzella wurde im Volksmund auch als Zoptetalbahn bzw. wegen der Anbindung der Porzellanfabrik Carl Moritz in Taubenbach (1848 bis 1939) und der Erzgruben der Maxhütte Unterwellenborn in Schmiedefeld Max-und-Moritz-Bahn bezeichnet.

## Geschichte

### Entstehung
Der ältere Teil der Bahnstrecke wurde im Kreis Saalfeld des 1826 neu geordneten Herzogtums Sachsen-Meiningen errichtet, der jüngere Abschnitt im Kammbereich tangierte stellenweise auch das Gebiet des Fürstentums Schwarzburg-Rudolstadt.

#### Streckenabschnitt Probstzella–Lichte-Ost
Der Bau des 14,6 Kilometer langen nördlichen Abschnittes von Probstzella nach Taubenbach wurde im November 1896 durch die Königliche Eisenbahndirektion Erfurt der Preußischen Staatsbahn, die 1895 die Werra-Eisenbahn-Gesellschaft übernommen hatte, in Angriff genommen. Am 15. Oktober 1898 wurde der Streckenabschnitt bis Taubenbach in Betrieb genommen, die anschließenden 1,6 km bis Bock-Wallendorf am 18. Januar 1899. Hier waren es neben der Porzellanindustrie vor allem die Schmiedefelder Eisenerzgruben, von der Maximilianhütte Unterwellenborn 1888 erworben, die Transportbedarf mit der Eisenbahn hatten. Bis zur Schließung der Eisenerzgrube im Dezember 1972 wurden rund 8,5 Millionen Tonnen Chamositerz auf der Strecke abtransportiert.

#### Streckenabschnitt Lichte-Ost–Neuhaus am Rennweg
Zur Verbesserung der wirtschaftlichen und sozialen Lage der auf dem Kamm des Thüringer Schiefergebirges liegenden sachsen-meiningischen Gemeinden Bock und Teich, Piesau, Wallendorf, Ernstthal, Igelshieb und des Anwesens Bernhardsthal und der fürstlich-schwarzburgischen Orte Lichte, Geiersthal, Schmalenbuche und Neuhaus bewilligte das preußische Abgeordnetenhaus 1909 für das Projekt „Bock-Wallendorf – Neuhaus-Igelshieb mit Abzweig von Ernstthal nach Lauscha“ 5,8 Millionen Mark. Die Unternehmer der Porzellanindustrie in Lichte und in Wallendorf hatten den Lückenschluss zur Strecke nach Coburg vehement gefordert, schwierige Eigentumsverhältnisse in der Gemeinde Wallendorf die Planungen jedoch verzögert. In den Glasbläsergemeinden auf dem Gebirgskamm wurde das Projekt vorbehaltlos begrüßt. Am 2. August 1911 begann unter der Leitung des Regierungsbaumeisters der Königlichen Eisenbahndirektion Erfurt Walter Kasten der Bau des 13,4 km langen Streckenabschnittes zwischen Bock-Wallendorf (später Lichte (Thür) Ost) über Ernstthal nach Lauscha sowie einer 3 km langen Strecke von Ernstthal nach Neuhaus. Die Bauarbeiten wurden größtenteils durch Wanderarbeiter aus Italien und der Schweiz ausgeführt. Die feierliche Eröffnung der Strecke fand nach über zweijähriger Bauzeit am 31. Oktober 1913 statt.

### Der Verkehr auf der Strecke

#### Von 1913 bis 1993

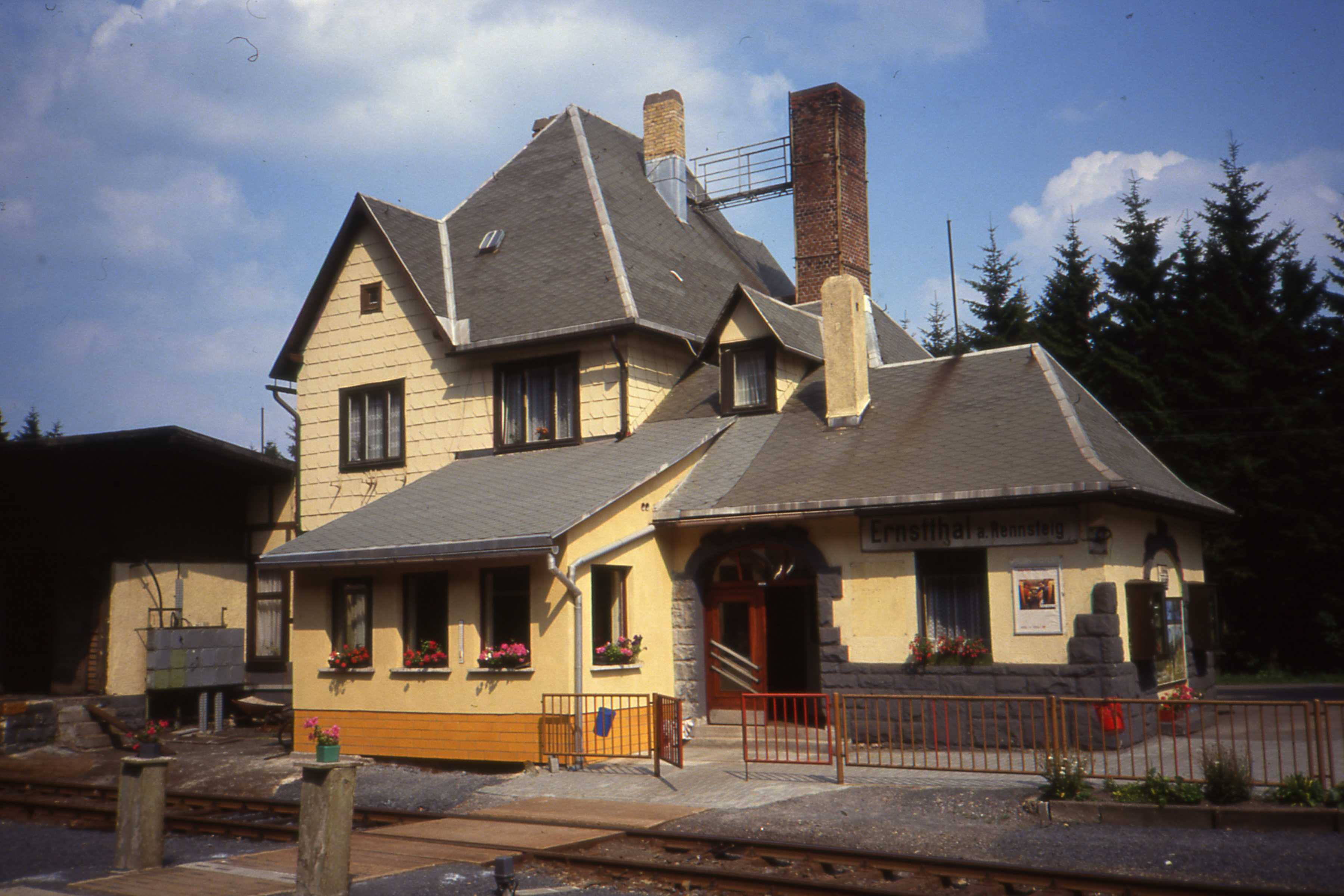
Bahnhof Ernstthal am Rennsteig 1991

Nach der kompletten Streckeneröffnung gab es durchgehende Zugverbindungen von Probstzella über Ernstthal nach Neuhaus. In Ernstthal bestand eine Umsteigemöglichkeit zur Verbindung über Sonneberg nach Coburg. Durch Fotos ist belegt, dass in den 1920er Jahren auf der Strecke mehrmals Bremsversuche durchgeführt wurden.
Aufgrund der nach dem Zweiten Weltkrieg durch die Zonengrenze unterbrochenen Eisenbahnverbindungen änderten sich die Verkehrsströme. Die Bahnstrecke von Sonneberg nach Probstzella und weiter nach Saalfeld (Saale) wurde neben der Strecke aus Eisfeld die zweite Verkehrsader der Kreisstadt Sonneberg. Daher waren ab 1945 Durchgangsverbindungen üblich.
Am 20. September 1961 verfügte die Reichsbahndirektion Erfurt den Bau einer 347 Meter langen Verbindungskurve zur Strecke Probstzella–Leipzig in Richtung Saalfeld. Diese war schon 1936 geplant worden, um einen Fahrtrichtungswechsel in Probstzella zu vermeiden. Am 2. Oktober 1961 begannen nördlich des Bahnhofs die Bauarbeiten, um insbesondere im Rahmen der Grenzsicherung den Binnenverkehr nicht mehr über den Grenzbahnhof führen zu müssen. Am 9. Dezember 1961 wurde die Verbindung in Betrieb genommen. Über die neue Verbindung wurde Zugläufe von und nach Saalfeld vereinfacht, wo Anschluss über die Saalbahn nach Berlin oder über Gera nach Leipzig bestand. Die Personenzüge fuhren den grenznahen Bahnhof Probstzella nicht an, sondern bedienten nunmehr ausschließlich den neu eingerichteten Haltepunkt Probstzella.
Die Bahnverbindung Saalfeld–Sonneberg wurde Mitte der 1970er Jahre zunehmend durch viele Urlauber der Ferienorte im Thüringer Wald touristisch genutzt, da ab 1971 der Streckenabschnitt um Sonneberg und nach einer Revision der Abmessungen des Sperrstreifens entlang des unübersichtlichen Grenzverlaufes in Folge des Grundlagenvertrages von 1973 ein Großteil der Strecke nicht mehr im Grenzsperrgebiet lag und der verbleibende Abschnitt von Probstzella bis hinter dem Ortsausgang von Gräfenthal (Drahtfabrik) planmäßig durchfahren werden durfte. Dieser passierte weiterhin die 5-km-Sperrzone, die zu betreten nur Anwohnern und Inhabern eines Passierscheines gestattet war.
Eine Einstellung des Personenverkehrs stand in der DDR nicht zur Debatte, wurde doch der Personenverkehr auf grenznahen Strecken bewusst aufrechterhalten, weil sich Personenströme in den Zügen besser kanalisieren und überwachen ließen als auf der Straße. Zudem hatte die Strecke eine gewisse militärstrategische Bedeutung. Vor diesem Hintergrund ist auch die umfassende Oberbau-Sanierung in den 1980er Jahren zu betrachten.
Der Reisezugverkehr zum Bahnhof Neuhaus am Rennweg wurde 1968 eingestellt. Für den Güterverkehr des VEB Mikroelektronik „Anna Seghers“ Neuhaus wurde die Stichstrecke nach Neuhaus am Rennweg 1973 in einen Streckenrangierbezirk des Bahnhofs Ernstthal am Rennsteig umgewandelt. Von dem aus dem Eisenwerk der Erzgrube der Maxhütte in Schmiedefeld 1974 hervorgegangenen VEB ISOKO Schmiedefeld wurden bis zur Wende die hier produzierten Wohnwagen QEK Junior auf dem Schienenweg ausgeliefert. Daneben gab es Gütertransporte im nennenswerten Umfang durch den VEB Hartsteinwerk Hüttengrund, die VEB Trisola-Glasfaserwerke in Oberlauscha und in Steinach und das VEB Trisola Schaumglaswerk Taubenbach, den VEB Thüringer Glasschmuck Lauscha in Ernstthal am Rennsteig und die Porzellanindustrie, wie die VEB Zierporzellan Lichte und Wallendorfer Porzellan, die Spielzeug- und Elektroindustrie (u. a. VEB EIO, Piko und Sonni Sonneberg und Plaho Steinach) und den VEB Stern-Radio Sonneberg, die alle eigene Gleisanschlüsse oder kurze Zuwegungen zu den nächstgelegenen Güterbahnhöfen hatten.

#### Bis zum Stilllegungsverfahren
Ab 1990 geriet die Strecke aufgrund der langen Fahrzeiten und zunehmender Motorisierung wie viele Nebenbahnen mit stark rückläufigem Personen- und Güterverkehr ins Abseits. Die Verbindungskurve in Probstzella nach Saalfeld wurde 1993 stillgelegt. Am 31. Dezember 1994 wurde der Güterverkehr auf der ganzen Strecke eingestellt. Schließlich führte unterlassener Streckenunterhalt am 22. Januar 1997 nach einer Fahrt des Gleismesszuges zunächst zur als befristet verfügten Einstellung des Gesamtverkehrs.

#### Bis heute
Den Streckenteil von Ernstthal nach Neuhaus am Rennweg pachtete die Thüringer Eisenbahn (ThE) zusammen mit dem Abschnitt Sonneberg–Ernstthal der Strecke von Coburg zunächst bis zum 31. Dezember 2017 von der DB Netz AG. Ab dem 1. August 2001 erfolgte mit Baukostenzuschüssen des Freistaates Thüringen die restliche Streckensanierung bis Neuhaus am Rennweg. Dazu wurden unter anderem die Brückenbögen des Viadukts Nasse-Telle wegen unzureichender Standsicherheit gesprengt und durch einen Stahlbetonüberbau ersetzt. Zusätzlich wurde die Strecke sicherungstechnisch modernisiert. Der gesamte Verkehr zwischen Sonneberg und Neuhaus am Rennweg wird heute zentral vom elektronischen Stellwerk der Firma Alcatel im Hauptbahnhof Sonneberg gesteuert, das durch die ThE neu geschaffen wurde. Am 14. Dezember 2002 wurde die Strecke nach Neuhaus am Rennweg wieder eröffnet. Nach 35 Jahren gab es dort wieder Personenzugverkehr.
Die Strecke zwischen Probstzella und Ernstthal am Rennsteig wurde am 1. Juli 2006 stillgelegt und ist seit dem 30. April 2007 an die Deutsche Regionaleisenbahn GmbH (DRE) verpachtet. Die Anliegergemeinden streben nach einer Wiederbelebung der Eisenbahnstrecke. Dazu wurde im Januar 2008 der DBV-Förderverein Max- und Moritz-Bahn e. V. gegründet. Am 20. August 2008 erhielt der Verein die Genehmigung zum Draisinenbetrieb. Dieser findet auf dem Streckenabschnitt zwischen den Bahnhöfen Gräfenthal und Lichte statt. Anfang November 2016 schloss der Förderverein Max- und Moritz-Bahn einen Kooperationsvertrag mit der DRE mit dem Ziel ab, die Strecke soweit instand zu setzen, dass touristischer Verkehr als Bürgerbahn-Projekt ermöglicht werden kann. Im Jahr 2021 reichte der befahrbare Abschnitt bereits vom Bahnhof Gräfenthal bis kurz vor den Bahnhof Ernstthal am Rennsteig.
Für den Streckenabschnitt Probstzella–Ernstthal läuft 2024 das Rückgabeverfahren von der Deutschen Regionaleisenbahn an DB InfraGO.

## Betrieb

### Der Zugverkehr bis 31. August 2000
Auf dem südlichen Streckenabschnitt wurden die preußischen Tenderlokomotiven T 13 und T 15, später auch die T 16 eingesetzt.
1923 wurden im Bahnbetriebswerk Probstzella die ersten Dampflokomotiven der DR-Baureihe 95 eingestellt. Nach 1945 waren auf der Strecke von Sonneberg bis zum Bahnhof Saalfeld (Saale) vor allem diese Maschinen anzutreffen. Die BR 95 bewältigte die anspruchsvolle Strecke sehr zuverlässig und blieb trotz ihres vergleichsweise hohen Wartungsaufwandes für Jahrzehnte alternativlos. Während die Flachstrecken in den 1960er Jahren auf Dieseltraktion umgestellt wurden und auf den Fernstrecken die Elektrifizierung voranschritt, wurden die dampfgetriebenen Nebenbahnzüge auf dieser Gebirgsstrecke zum beliebten Fotomotiv.
Ab 1980 wurde die DR-Baureihe 119 der Deutschen Reichsbahn die neue Standardlokomotive. Wegen anfänglicher technischer Probleme auf den steilen Rampen mussten im schneereichen Winter 1980/81 noch einmal kurzzeitig die verfügbaren Maschinen der BR 95 reaktiviert werden. Mit einer Sonderfahrt der 95 0027 von Saalfeld nach Sonneberg wurde am 28. Februar 1981 die Baureihe schließlich offiziell aus dem Plandienst verabschiedet und endgültig durch die Diesellokomotiven abgelöst, die, obwohl ihre größten Probleme mit den Steilstrecken nach und nach abgestellt werden konnten, immer etwas störanfällig blieben. Die Lokomotiven waren in den Bahnbetriebswerken Saalfeld und Probstzella und im kleinen Umfang in der Einsatzstelle Sonneberg stationiert.
Mit dem Eilzug dauerte 1990 die Fahrt von Sonneberg nach Ernstthal am Rennsteig 56 Minuten und nach Probstzella 96 Minuten. Die Streckenhöchstgeschwindigkeit betrug 50 km/h.

### Der Streckenbetrieb heute

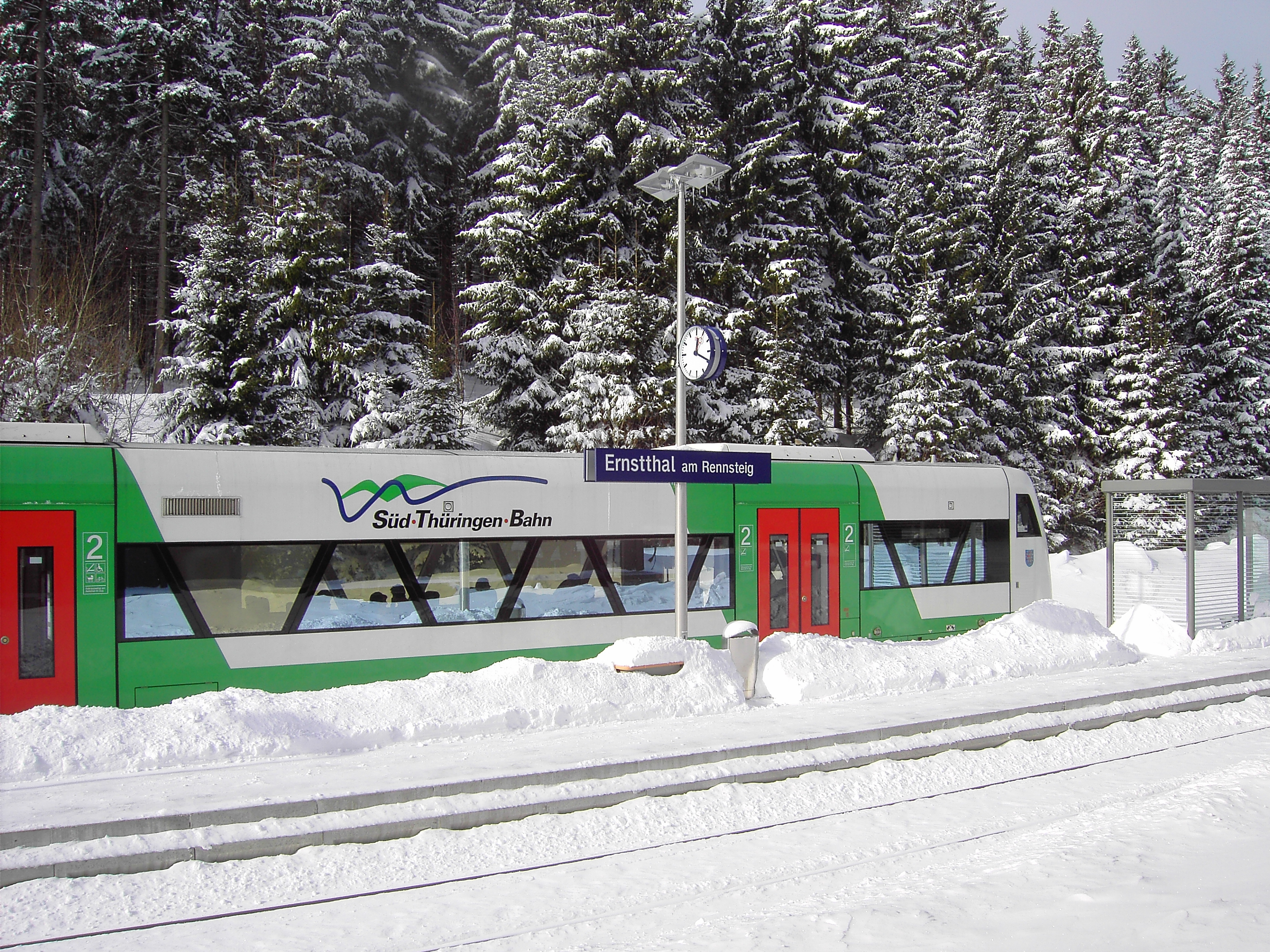
Regio-Shuttle RS1 der STB

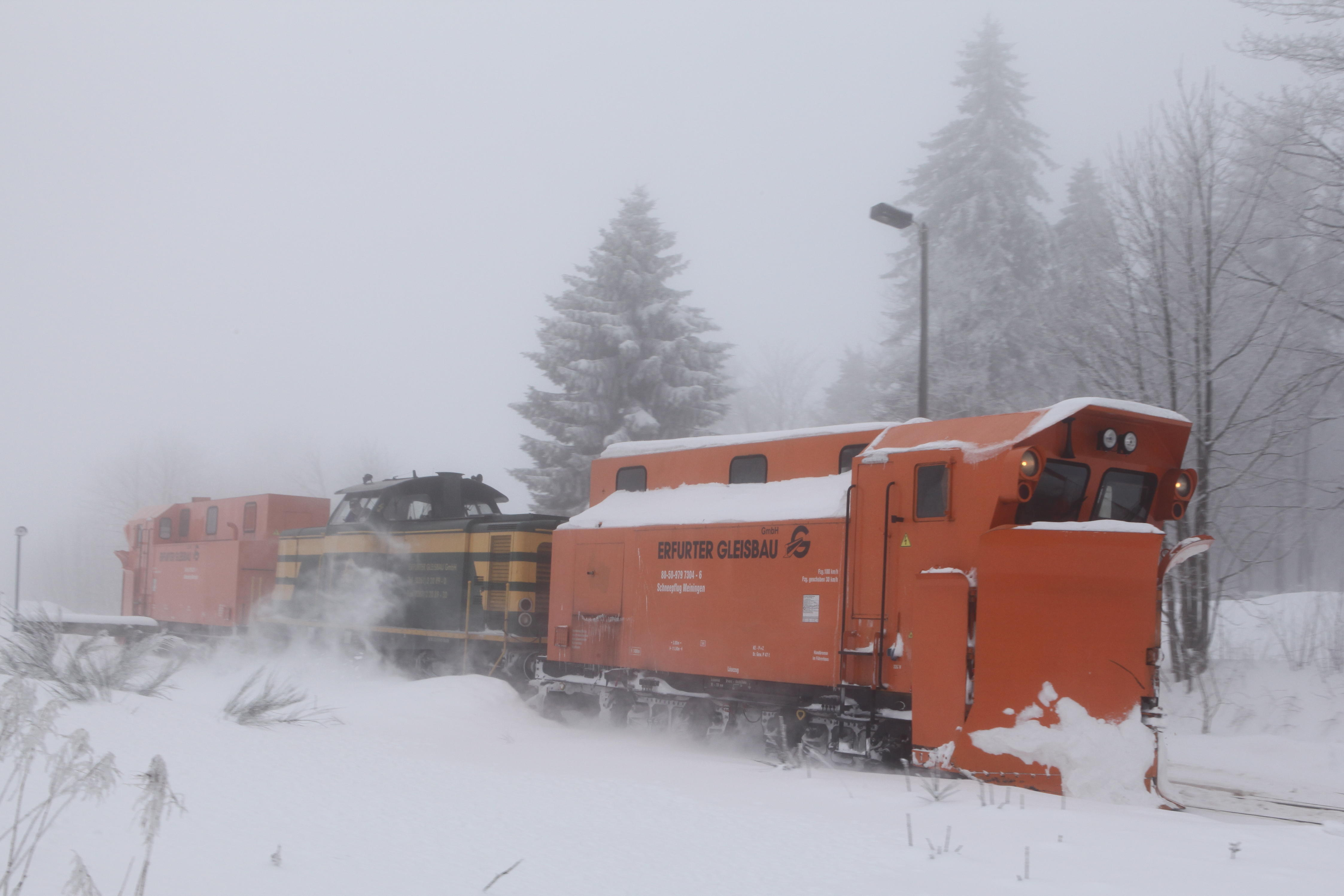
Schneepflüge Bauart Meiningen W 855 im Einsatz bei Ernstthal am Rennsteig

Planmäßigen Zugverkehr gibt es nur noch auf dem Abschnitt zwischen Ernstthal und Neuhaus. Hier fährt seit dem 15. Dezember 2002 die Süd-Thüringen-Bahn im Stundentakt mit Triebwagen vom Typ Regio-Shuttle  von Sonneberg über Lauscha und Ernstthal am Rennsteig nach Neuhaus am Rennweg. Die Fahrzeit beträgt bei einer planmäßigen Geschwindigkeit von 60 km/h nach Ernstthal am Rennsteig 38 Minuten und bis Neuhaus am Rennweg 46 Minuten. Verspätungen und andere Störungen (nahezu ausschließlich Wildunfälle) sind äußerst selten, ein selbstverschuldeter Unfall kam seit der Wiederinbetriebnahme der Strecke nicht vor. Die Fahrgastzahlen liegen mittlerweile weit über den ursprünglichen Prognosen. Wie alle Strecken im „Dieselnetz Südthüringen“ wird die STB die Strecke mindestens bis Ende 2028 weiter betreiben.
Insbesondere in den Höhenlagen kommen im Winter zwei Schneepflüge Bauart Meiningen W 855 der Erfurter Gleisbau GmbH zum Einsatz, die in Neuhaus am Rennweg stationiert sind.

## Streckenbeschreibung

### Verlauf
Am Bahnhof Probstzella zweigt die Strecke von der Hauptbahn Leipzig–Probstzella ab. Die Strecke folgt in mit leichter Steigung, an der südlichen Talseite bleibend, der Zopte in westlicher Richtung. In der Ortslage Gräfenthal wird das Tal des Buchbaches gequert, bei Sommersdorf ein Nebental über einen Viadukt. Bei Lippelsdorf wechselt die Strecke über ein Viadukt auf den gegenüberliegenden nördlichen Hang des Tals des Gebersbaches und unterquert kurz zuvor im 125 Meter langen Froschbergtunnel einen Bergvorsprung. Hinter Gräfenthal geht die Strecke in eine Steigung über, die in jeweils fünf Abschnitten eine Neigung von 33 Promille aufweist und bis Schmiedefeld 256 Meter Höhenunterschied überwindet. Von Schmiedefeld bis zur Station Lichte (Thür) Ost führt die Strecke wieder 43 Höhenmeter abwärts. Die Strecke verläuft weiter am südlichen Talhang des Lichtetals und überquert dieses auf dem 258 m langen Piesau-Viadukt Lichte, passiert die Station Lichte und beginnt, wieder aufwärts zu führen. Sie fährt das Tal des Kieselbaches in einer Schleife aus und überquert den Bach und das Tal Finsterer Grund auf einem 197 m langen Viadukt. Im Bahnhof Ernstthal wird auf 769 m ü. NHN der Rennsteig passiert. Die Strecke nach Neuhaus steigt von hier aus weiter stark an und erreicht im Bahnhof Neuhaus 830 m ü. NHN.

### Betriebsstellen
Probstzella
Der Bahnhof wurde am 8. August 1885 mit der Fertigstellung des Streckenabschnittes Eichicht–Probstzella der Bahnstrecke Leipzig–Probstzella in Betrieb genommen. 1898 wurde er Ausgangspunkt für die Strecke nach Taubenbach. Er hatte den Status einer Lokeinsatzstelle, ab 1923 besaß er ein Bahnbetriebswerk, das Ende 1993 aufgelöst wurde.
Probstzella Hp
Der Haltepunkt Probstzella entstand an der 1961 in Betrieb genommenen Verbindungskurve zwischen der Strecke von Sonneberg und der Strecke Leipzig–Probstzella in Richtung Saalfeld. Der Haltepunkt war besetzt, das Dienstgebäude wurde am 2. November 1964 eröffnet. Am 23. Mai 1993 wurde die Verbindungskurve stillgelegt.
Lichte (Thür) Ost

Ruine des Bahnhofs Lichte (Thür) Ost (2008)

Der Bahnhof wurde am 16. Januar 1899 unter der Bezeichnung Bock-Wallendorf als Endpunkt der Strecke Probstzella–Taubenbach in Betrieb genommen. Mit der Fertigstellung der Bahnstrecke von Lauscha wurde er zum Durchgangsbahnhof und verlor dadurch einen Großteil seiner Bedeutung – vor allem im Güterverkehr. Weiterhin wichtig war der Halt für alle bergwärts fahrenden Dampfzüge, die hier ihre Wasservorräte ergänzten. Am 22. Januar 1997 wurde der Zugverkehr eingestellt. Zum 1. Juli 2006 genehmigte das Eisenbahnbundesamt die dauerhafte Einstellung des Zugverkehrs.
Igelshieb
Der Haltepunkt wurde im Zuge der Streckensanierung durch die ThE neu eingerichtet und wird seit dem 14. Dezember 2002 fahrplanmäßig bedient.
Neuhaus am Rennweg

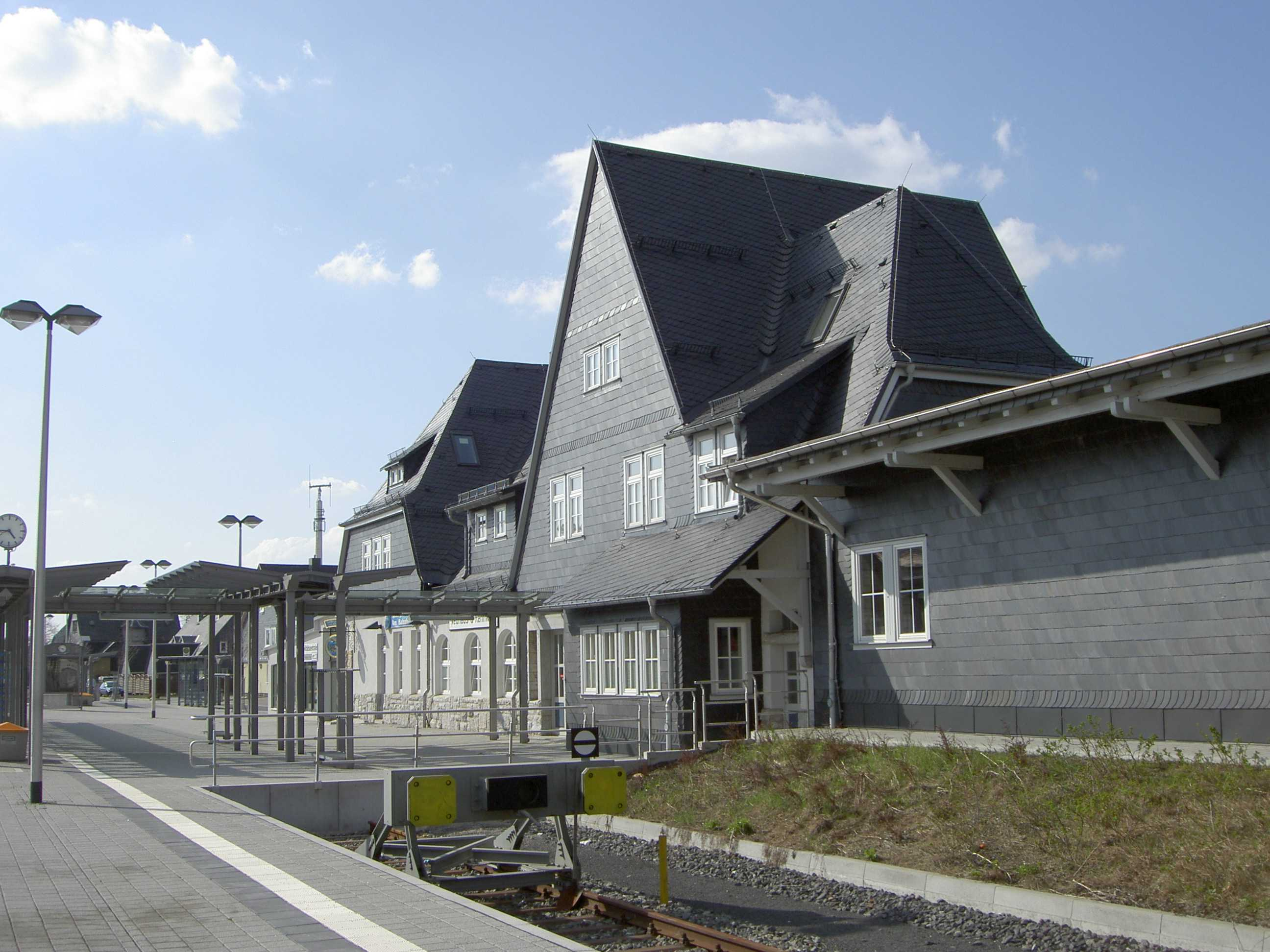
Bahnhof Neuhaus am Rennweg (2005)

Der Bahnhof Neuhaus am Rennweg ist mit 830 m ü. NN der höchstgelegene Bahnhof in Thüringen und einer der höchstgelegenen Regelspurbahnhöfe in Deutschland. Der Reiseverkehr zwischen Ernstthal und Neuhaus wurde am 16. März 1968 vorerst eingestellt. Der Fahrkartenschalter wurde von der DR weiterbetrieben und erst im Mai 1993 geschlossen.
Im August 2001 erwarb die ThE als Infrastrukturbetreiber Bahnhof samt Gelände von der Deutschen Bahn AG und begann mit der Sanierung von Empfangsgebäude und ehemaligem Güterschuppen sowie der Umgestaltung der Gleisanlagen samt Bahnsteigneubau. Der Bahnhof ist einer der wenigen in Deutschland, die sich im Eigentum eines privaten Eisenbahninfrastrukturunternehmens befinden. Zudem ist es der erste von der ThE betriebene Bahnhof in Thüringen.
Seit dem 14. Dezember 2002 wird der Bahnhof wieder fahrplanmäßig im Reiseverkehr bedient.

### Ingenieurbauwerke
Aufgrund der Topographie waren viele aufwändige Kunstbauten erforderlich, darunter fünf Viadukte und zwei Tunnel zwischen Ernstthal und Gräfenthal.
Viadukte
| Bezeichnung (Standort)      | Abbildung               | Höhe   | Länge | Status                                         |
| --------------------------- | ----------------------- | ------ | ----- | ---------------------------------------------- |
| Finstergrund-Viadukt (⊙)    | Finstergrund-Viadukt    | 25,5 m | 197 m | ohne Schienenverkehr, Streckenteil stillgelegt |
| Piesau-Viadukt Lichte (⊙)   | Piesau-Viadukt Lichte   | 30,5 m | 258 m | ohne Schienenverkehr, Streckenteil stillgelegt |
| Viadukt Lippelsdorf (⊙)     | Viadukt Lippelsdorf     | 16,0 m | 62 m  | ohne Schienenverkehr, Streckenteil stillgelegt |
| Viadukt bei Sommersdorf (⊙) | Viadukt bei Sommersdorf | 24,0 m | 80 m  | ohne Schienenverkehr, Streckenteil stillgelegt |
| Viadukt in Gräfenthal (⊙)   | Viadukt in Gräfenthal   | 17,7 m | 81 m  | ohne Schienenverkehr, Streckenteil stillgelegt |

Tunnel
Der 220 Meter lange, auf dem Streckenabschnitt von Lichte nach Ernstthal am Rennsteig in einem Bogen direkt vor dem gleichnamigen Viadukt gelegene Finstergrundtunnel wurde nach ständigem Wassereintritt mit schließlich gravierenden Durchfeuchtungsschäden zwischen 1933 und 1935 aufgeschlitzt. Heute existiert im stillgelegten Streckenteil noch der 125 Meter lange Froschbergtunnel.

## Weiteres

### Besonderheiten
Der Bahnhof Neuhaus am Rennweg ist mit 830,1 m ü. NHN einer der höchstgelegenen Regelspurbahnhöfe in Deutschland.

### Umbenennungen
Der Bahnhof Lichte (Thür) Ost trug bis 1952 den Namen Bock-Wallendorf, der Bahnhof Schmiedefeld den Namen Taubenbach.